# تي في آر تامورا
تي في آر تامورا  (بالإنجليزية: TVR Tamora)‏ هي سيارة من تصنيع شركة تي في آر.